# Pâmpano

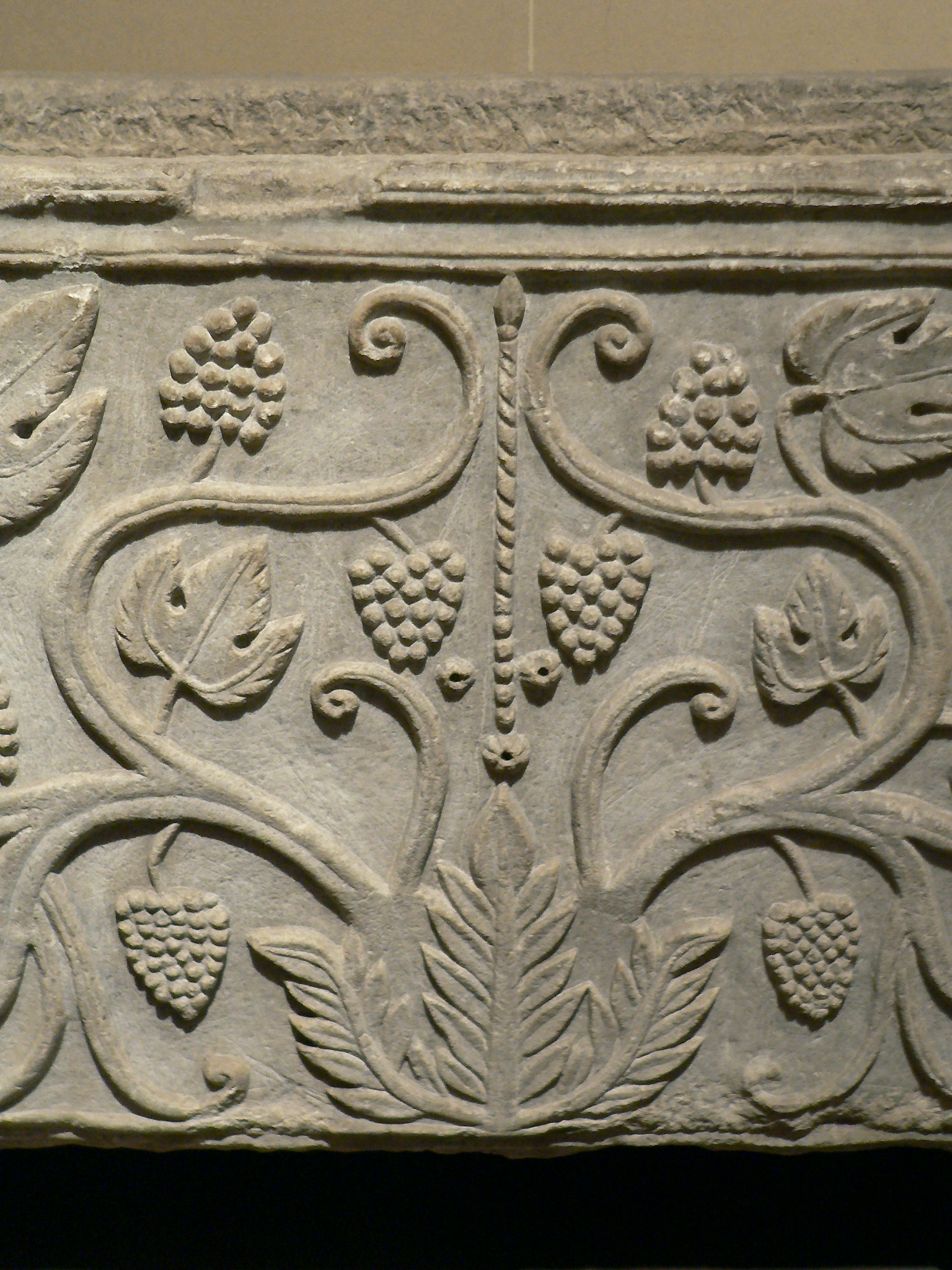
Pâmpano esculpido no chamado sarcófago de Santo Drausin, do século VI, atualmente no Museu do Louvre

Pâmpano (em francês e em inglês: pampre) é o ramo tenro (com menos de um ano) ou rebento de parra. O termo é também aplicado a alguns motivos ornamentais (em escultura, pintura, gravura, etc.) que representam esses ramos, em forma de grinalda (festão), com folhas e geralmente também com cachos de uvas. São ornamentos comuns, por exemplo, em colunas torcidas. São também associados às representações do outono e das vindimas, que decorrem nessa estação.[carece de fontes?]
Na iconografia clássica, a coroa de pâmpanos é um atributo de Dioniso, deus grego do vinho, do seu equivalente romano Baco e dos seus seguidores Sileno[carece de fontes?] e das Ménades (Bacantes para os romanos). Priapo, o filho de Dionísio e deus dos jardins, e Melpômene, musa da tragédia e igualmente associada a Dioniso, são por vezes representados com uma coroa de pâmpanos.[carece de fontes?]